# Kaspar Fischer

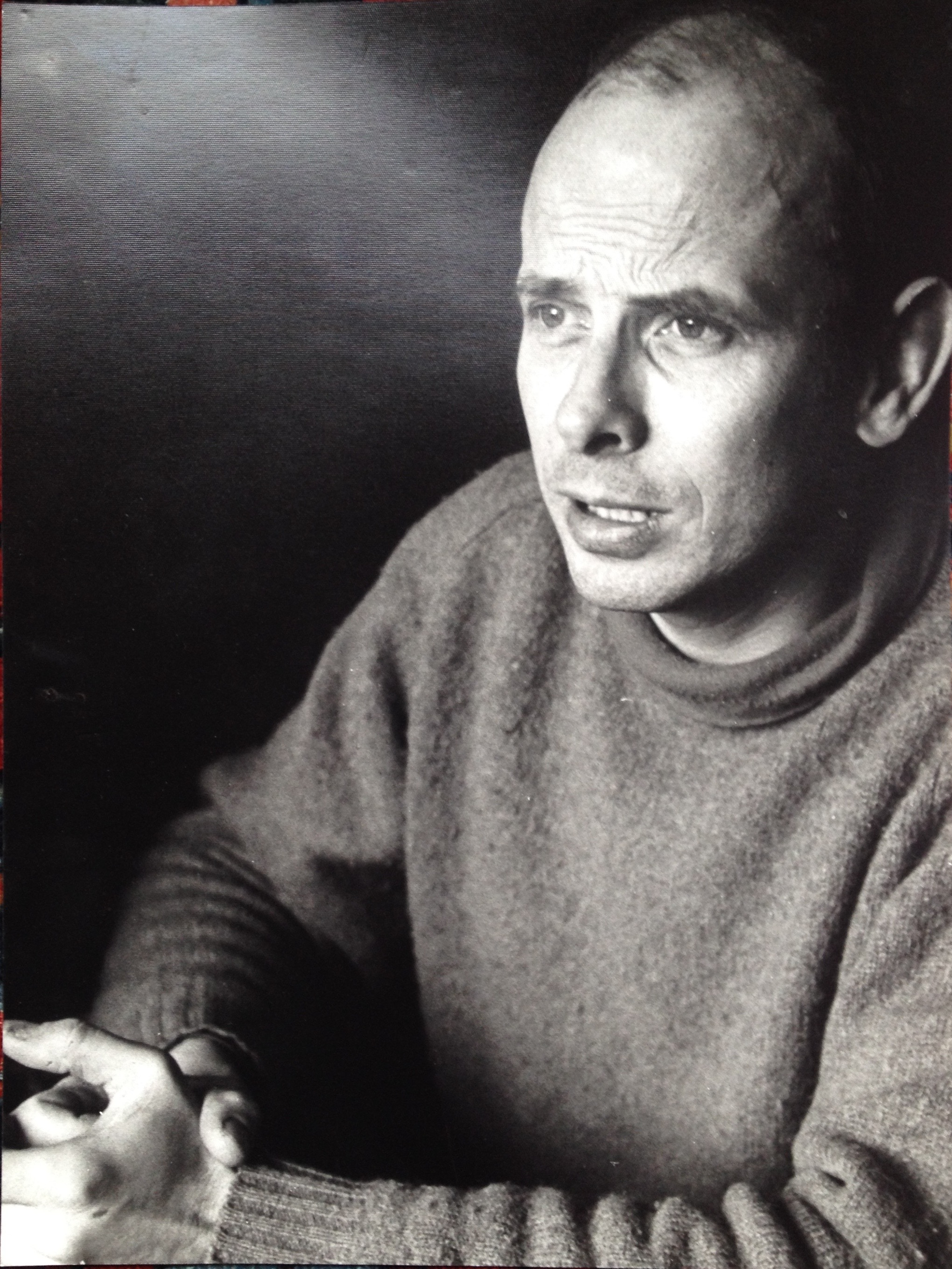
Kaspar Fischer

Kaspar Fischer (* 19. Mai 1938 in Zürich; † 23. Januar 2000 in Männedorf) war ein Schweizer Schauspieler, Autor und Zeichner.

## Leben

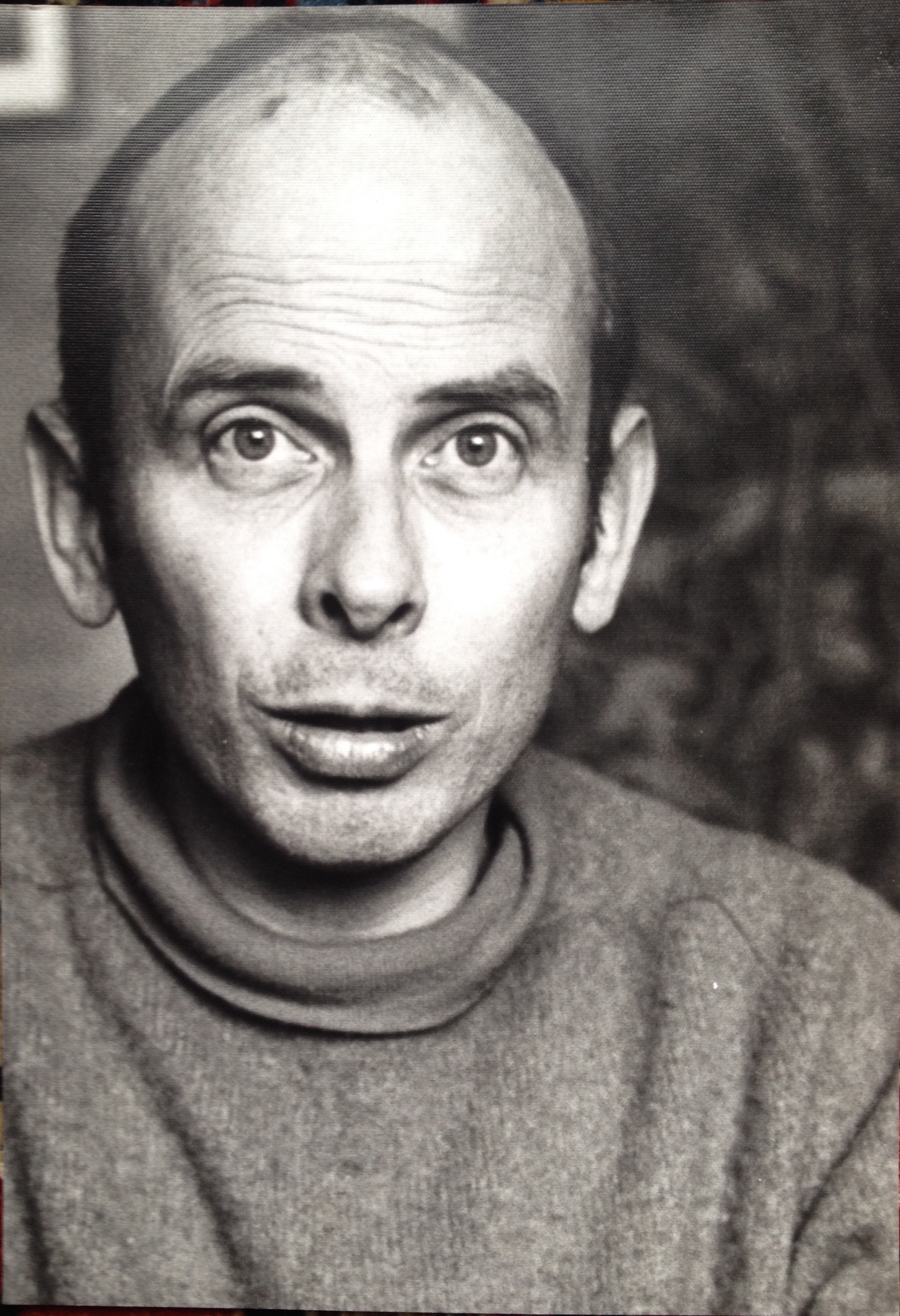
Kaspar Fischer

Unterschrift (1976)

Kaspar Fischer, der Sohn des Malers Hans «fis» Fischer und der Kunstweberin Bianca Wasmuth, wuchs in Küsnacht und Feldmeilen mit seinen zwei Schwestern auf. Sein gleichnamiger Grossvater war Rektor der Berner Töchterhandelsschule. Nach der Matur 1957 am Literaturgymnasium Zürich absolvierte er 1958 bis 1961 eine Schauspielausbildung am Max Reinhardt Seminar in Wien. Er trat von 1961 bis 1963 als Schauspieler an den Vereinigten Bühnen Graz und 1963 bis 1967 an den Münchner Kammerspielen auf, unter anderem in der Uraufführung von Mauricio Kagels pas de cinq.
Im Jahr 1967 machte er sich als Autor, Schauspieler und Zeichner selbständig. Dabei entwickelte er insbesondere rund zwanzig Bühnenprogramme, in denen er nicht nur Menschen, sondern auch Tiere und Dinge verkörperte. Bekannt wurde seine Darstellung einer Gemüsesuppe mit deren Zutaten. Oft zeichnete er während seiner Vorstellungen auf einem Hellraumprojektor oder zeigte Schattenspiele. Seine Programmhefte gestaltete er manchmal mit eigenen Zeichnungen, so z. B. die einzelnen Nummern seines Programms Zirkus.
Franz Hohler schrieb bereits 1968 über die Vielseitigkeit seines Künstlerkollegen Kaspar Fischer: «Die Mittel von Kaspar Fischers Kunst sind fast unerschöpflich. […] Schauspieler, Tänzer, Pantomime, Sänger, Musiker, Autor, Regisseur, Choreograph, Zeichner und Maskenbildner […].»
Die Bühnenwelt von Kaspar Fischer erschloss sich nicht allen gleich schnell. «Der Verwandlungskünstler und Virtuose, stellt den Zuschauer vor immer neue Rätsel», formulierte Christine Steiger. Auch umgekehrt war das Verständnis nicht ohne Schwierigkeiten. So stellte Kaspar Fischer fest: «Was ich an meinen Sachen gern habe, ist nicht das, was das Publikum am liebsten mag. Das ist ein bisschen traurig.»
Zu seiner Verwandlungsfähigkeit sagte Mani Matter: «We d Lüt z Uerzlike am Sunntig göh go spaziere und gseh ne Schnägg uf der Strass, rüefe si zu ihrne Chind: ‹Passet uf, vilicht isch es der Chaschper Fischer!›» («Wenn die Leute in Uerzlikon [Fischers Wohnort] am Sonntag spazieren gehen und eine Schnecke auf der Strasse sehen, rufen sie ihren Kindern zu: ‹Passt auf, vielleicht ist es Kaspar Fischer!›»)
Kaspar Fischer ist der Gestalter des Goldenen Thunfischs, einer Skulptur, die seit 1993 jährlich mit dem Schweizer KleinKunstPreis dem jeweiligen Preisträger überreicht wird.
Kaspar Fischer war von 1965 bis 1988 verheiratet mit der Medizinhistorikerin Esther Fischer-Homberger und hatte die drei Kinder Paul, Agnes und Ernst. Er wohnte 1968 bis 1978 in Uerzlikon, dann bis 1988 in Bern und schliesslich wieder in Feldmeilen. 1995 heiratete er die Schauspielerin Ingrid Heitmann. Er verstarb im Alter von 61 Jahren an den Folgen einer Krebserkrankung. 
Sein Nachlass mit Manuskripten, Programmen, Photos, Videos, Korrespondenz und Theaterutensilien befindet sich in der Handschriftenabteilung der Zentralbibliothek Zürich und zum Teil  im Schweizer Archiv der Darstellenden Künste in Bern.

## Auszeichnungen
- 1982 Deutscher Kleinkunstpreis[8]
- 1981 Kunstpreis des Lions Club Basel[9]
- 2004 Stern der Satire auf dem Mainzer Walk of Fame des Kabaretts

## Werke

### Publikationen
- 1968 Dressierte Gesichter. Selbstverlag, Uerzlikon
- 1969 Die Schweifz. Karikaturen. Selbstverlag, Uerzlikon
- 1971 Überraschungen für Noah. Kinderbuchladen, Zürich
- 1971 Metamorphosen I. Zytglogge Verlag (Zeichnungen)
- 1972 Entlassungen aus der Hölle. Zeichnungen. Galerie Raeber, Luzern
- 1973 Der Kellner. Zytglogge Verlag (Theater)
- 1974 Metamorphosen II. Zytglogge Verlag (Zeichnungen)
- 1975 Aff, Bräzeli, Chämifäger. Kinderbuchladen, Zürich 1975 (ABC Poster)
- 1975 17 Zürcher Sagen-(von Esther Fischer-Homberger), Illustrationen von K.F. Zytglogge  Verlag
- 1977 Zirkusminiaturen. Zytglogge Verlag
- 1978 Christhoph Columbus (in Schultheater 2) Zytglogge Verlag
- 1978 Der Starche Noah / Die Ritter von Bubikon (in Spielen Sielen Splelen)
- 1980 Mit Hänsel und Gretel durch das Jahr. Zytglogge Verlag (Roman)
- 1981 Schweizerisches Strafrecht, von Peter Noll. Illustrationen von K.F.
- 1983 Zeichnungen. Zytglogge Verlag
- 1984 Die Tellsplatte. Zytglogge Verlag (Schallplatte)
- 1985 Dornröschen (in Schultheater 4) Zytglogge Verlag
- 1986 Mondkuchen und Fledermäuse. 4 Aufsätze einer Chinareise. Verlag Gute Schriften (GS 525)
- 1990 Verzeichnis. Erschien in 60 Nummerierte Exemplare
- 1991 Der Klostermagaziner / Relief und Schmiertuch. Zytglogge Verlag
- 1994 Tanaswarímbantac. Die Stadt im Dschungel. Zytglogge Verlag, ISBN 3-7296-0468-6
- 1996 Hans Fischer. Radierungen, hrsg. von Kaspar Fischer. Ausstellungskatalog, ISBN 3-85823-634-9
- 1998 Wezelsmund Föraltepise (pustohelfisische Texte & Zeichnungen) Selbstverlag, Feldmeilen
- 2017 Der Fürst von Mürbeteig, Faksimile seines letzten Theatermanuskripts. Zytglogge Verlag

### Theaterstücke
(in Klammern Ort und Jahr der Uraufführung)
- Zirkus (München, 1963), neue Fassung: Zürich, 1992
- Ein Mensch wird gemacht (Bern, 1968), neue Fassung: Ein gemachter Mann, Basel, 1993
- Maskenauftritte (Zürich, 1968)
- Pantalone geht ins Kloster (Zollikon, 1969), mit Olga Piazza, Urs Hefti und Regine Wolfensberger
- In Indien (Zug, 1970), mit Olga Piazza
- Der Kellner (St. Gallen, 1972)
- Christoph Columbus (Zug, 1974), gespielt von den jeweiligen Zuschauer-Kindern
- Der König (Zug, 1975)
- Zuschauer im Hirn (Bern, 1979)
- Untierhaltung (Reinbach BL, 1980)
- Im Himmel (Bern 1982)
- Yuya und der Zauberer (Bern, 1985), mit den Musikern Theo Huser, Regula Gerber und Mich Gerber
- Der Inselfisch (Hausen a. A., 1986), mit Regula Gerber, Kontrabass, und Gudula Rettler, Tanz
- Der Omelettenheilige (Langenthal, 1988)
- Pitzl (Bremen, 1989)
- Beim Mondkalb (Zürich, 1992), Leseaufführung durch die Schauspielakademie Zürich
- Der Lebensbaum (Hausen a. A., 1991)
- Die Makkaronisten (Rubigen, 1995), mit Ingrid Heitmann
- Das Piratengeschenk (Hausen a. A., 1997), mit Ingrid Heitmann
- Der Fürst von Mürbeteig (zur geplanten Uraufführung im Juni 2000 kam es nicht mehr)

### Festivals
- 1976 Steirischer Herbst, Graz
- 1978 Berliner Festwochen
- 1980 Espaces Milano Marzo 80
- 1983 Szene Schweiz, Köln
- 1986 Wiener Festwochen

### Fernsehaufzeichnungen
- 1973 Zirkus, SDR Stuttgart
- 1975 Der Kellner, SDR Stuttgart
- 1980 Untierhaltung, SF DRS
- 1983 Im Himmel, SF DRS
- 1983 Untierhaltung, WDR Köln
- 1983 Im Himmel, ZDF Mainz
- 1987 Yuya, SF DRS

### Theater-Workshops
- 1983 Musikakademie Basel
- 1984 und 1988 Theater am Gleis, Winterthur
- 1987 und 1992 Freiraumtheater, Bremen
- 1990 und 1992 Schauspiel Akademie, Zürich
- 1996 bis 1999 jeden Sommer im Sunnehus, Wildhaus

### Ausstellungen
- 1972 Galerie Raeber, Luzern
- 1976 Galerie Commercio, Zürich
- 1978 Nationalgalerie, Berlin
- 1979 Kunsthaus, Zug
- 1983 und 1993 Museum Strauhof, Zürich
- 2001 Gedenkausstellung Das Gesamtkunstwerk Kaspar Fischer, Museum Strauhof, Zürich[10]

### Tonträger
- Die Tellsplatte. LP. Zytglogge (Zyt 121), Gümligen 1984
- Metamorphosen. Audio-CD + Booklet mit Zeichnungen von Kaspar Fischer. Kein & Aber, Zürich 2001, ISBN 3-0369-1107-3
- Auf den Flügeln der Phantasie. Best of Kaspar Fischer, DVD präsentiert von Franz Hohler, Zytglogge Verlag 2017

## Nachlass
- Nachlass in der Zentralbibliothek Zürich(pdf)
- Ein Teilnachlass (u. a. mit Originalen von Plakaten) und eine Dokumentation (zahlreiche Presseartikel ab 1967) befinden sich im Schweizer Archiv der Darstellenden Künste in Bern